# 1986
1986 (MCMLXXXVI) byl rok, který dle gregoriánského kalendáře započal středou.

## Události

### Československo
- 17. ledna – V Plzni na nábřeží Radbuzy byl v Americké ulici slavnostně otevřen Dům kultury ROH, třetí největší zařízení tohoto typu v ČSSR. Obsahoval velký sál pro 1 300 lidí. Rozsáhlá stavba, která získala mezi Plzeňany přezdívku „dům hrůzy u Radbůzy“ byla i přes protesty občanů zbourána v roce 2012.
- 5. února – V závodě sirkárny SOLO v Lipníku nad Bečvou na Přerovsku vypukl rozsáhlý požár, při němž uhořely 4 pracovnice. Vyšetřování určilo jako pravděpodobnou příčinu vznícení speciálních AT zápalek využívaných při svařování. Zároveň vyšlo najevo rozsáhlé zanedbání bezpečnostních předpisů, které již v minulosti k několika méně závažným požárům v závodě vedlo.[1] V následném soudním přelíčení, které mělo zjistit viníky požáru, bylo obviněno 12 pracovníků závodu, vč. nejvyššího vedení, potrestáni však byli pouze vybraní „řadoví“ zaměstnanci.[2]
- 24.–28. března – Na XVII. sjezdu KSČ byl schválen plán hospodářského a sociálního vývoje na léta 8. pětiletky (1986–1990), projednány byly také strategické rozvojové směry dlouhodobého vývoje do roku 2000. Zmiňovány byly myšlenky Přestavby, která v Sovětském svazu započala nástupem Michaila Gorbačova k moci v roce 1985. Navrhované reformy byly však zejména ze strany generálního tajemníka Gustáva Husáka přijímány spíše vlažně a opatrně. Prozatím nebyly provedeny žádné výraznější kádrové obměny. Jednalo se o poslední sjezd KSČ před Sametovou revolucí.
- 29. dubna – Pracovníci Jaderné elektrárny Dukovany zachytili jako první v Československu zvýšenou úroveň radiace způsobenou únikem látek z havarovaného čtvrtého reaktoru černobylské jaderné elektrárny v Sovětském svazu. Zvýšená koncentrace byla zjištěna zejména u radioaktivního cesia a jódu. Nejvyšších objemových aktivit bylo dosaženo ve dnech 30. dubna a 1. května. Úřady 3. května nařídily kontrolu krmiva hospodářských zvířat, očekávány byly také zvýšené koncentrace radioaktivních prvků v mléce a listové zelenině. Do 15. května byla prováděna opatření zejména při výrobě výživy pro novorozence a kojence, v podstatně vyšší míře byly využívány zásoby sušeného mléka.[3] Naprosto nedostatečná informovanost obyvatel (k havárii došlo v noci 26. dubna, první zpráva o neštěstí byla v československých sdělovacích prostředcích uveřejněna až 29. dubna,[4] kdy už radioaktivní mrak přecházející přes území ČSSR mířil na NSR) vedla k rozvoji paniky ve společnosti. Sdělovací prostředky informovaly na počátku května o snižování předtím neoznámené zvýšené radiace. 8 dní po havárii – 6. května vystoupila v televizi hlavní hygienička ČSR MUDr. Dana Zusková.[5] Připustila zvýšené množství radioaktivity v ovzduší, naměřené hodnoty však dle ní nebyly zdraví škodlivé.[6] Dle údajů Státního ústavu radiační ochrany Praha nedosáhlo radioaktivní zamoření na území ČSSR plošně zdraví škodlivých hodnot. Nejvyšší míry koncentrace radionuklidů byly zjištěny na okresech Náchod, Ústí nad Orlicí a Šumperk.[7]
- 30. dubna – V Mariánských Lázních byla po rekonstrukci slavnostně předána budova kolonády vč. unikátní „Zpívající fontány“ umístěné před objektem, která je dílem slovenského architekta Pavla Mikšíka. Jedná se o kruhovitou vodní nádrž, v jejímž středu je umístěno 12 kamenných kvádrů obepínajících nerezovou plastiku. Vodní trysky jsou umístěny takovým způsobem, aby bylo možné proudy vody regulovat k vhodnému dokreslení hudebního podkresu spouštěného z reproduktorů umístěných pod fontánou. Za tmy jsou představení fontány doprovázena také světelnými efekty. První skladbu pro fontánu složil Petr Hapka.
- 17. května – V Ostravě – Vítkovicích byla dokončena rozsáhlá multifunkční budova Paláce kultury a sportu (dnešní Ostravar Aréna). Jedná se o moderně pojatou halu sloužící zejména pro pořádání hokejových utkání, konají se zde však i četné kulturní akce. V době otevření byla největší multifunkční arénou v Evropě. Vybudována byla na ploše 7 700 m² nákladem 300 mil. Kčs dle návrhu architekta Vladimíra Dedečka. Moderně pojatá stavba má tvar na sobě stojících jehlanů, které ve vertikálním směru rozdělují dvě kvádrové přepážky. Vzhledem k nestabilnímu poddolovanému podloží byla vystavěna na železobetonové desce.[8]
- 23.–24. května – Konaly se všeobecné volby do všech zastupitelských orgánů – do Federálního shromáždění, do České a Slovenské národní rady, do všech stupňů národních výborů. Jednalo se o poslední nedemokratické volby, jež proběhly podle již zaběhnutého scénáře kontrolované volební účasti a „výběru“ kandidátky Národní fronty. Zúčastnilo se jich 99,4 % oprávněných voličů, 99,9 % hlasovalo pro kandidáty Národní fronty. Zajímavostí se stala snad jen propagační píseň 40 československých umělců s názvem Nejhezčí dárek, kterou složil skladatel Jiří Zmožek.[9] Výtěžek z prodeje desek s písní byl věnován na školní pomůcky dětem v Nikaraguy. Po dobu konání voleb byla vyhlášena jako tradičně prohibice.[10]
- 24. května – Ke dni voleb došlo na území Československa k několika významným administrativním změnám. Nejvýraznější bylo nové administrativní uspořádání města a okresu Ústí nad Labem. K městu byla již 1. února nově přičleněna území Neštěmic, Chabařovic a Chlumce a počet obyvatel tak vzrostl o 13 tisíc na hodnotu 105 tisíc. Ústí nad Labem se stalo velkoměstem. V souvislosti s nevyhovující strukturou národních výborů, kdy Městský národní výbor v Ústí nad Labem suploval funkce Okresního národního výboru, a naopak, a kdy na území města Ústí nad Labem žilo 90 % obyvatel okresu, vznikl ke dni voleb nový orgán – Národní výbor města Ústí nad Labem, jenž sdružoval funkci Městského i Okresního národního výboru. Město Ústí nad Labem tak získalo po Brně, Ostravě, Košicích a Plzni postavení úrovně okresu, a mohlo být tedy rozčleněno na městské obvody, které byly vyhlášeny pro střed města, Střekov, Severní Terasu, Neštěmice, Chabařovice a Chlumec.[11] Administrativní změny byly provedeny také v Bratislavě, která měla již od federalizace v roce 1969 postavení kraje. Z části čtvrtého městského obvodu zahrnující jih a západ města bylo z důvodu bouřlivého rozvoje a navýšení počtu obyvatel vyčleněno území na pravém břehu Dunaje zahrnující Petržalku, Jarovce, Rusovce a Čunovo. Na tomto území vznikl 5. bratislavský obvod.
- 1. srpna – Do kin byla uvedena komedie režiséra Jiřího Menzela – Vesničko má středisková. Autorem scénáře k diváckou obcí oblíbenému i kritiky dobře přijímanému filmu je Zdeněk Svěrák. Film vykresluje s humornou nadsázkou život a charaktery postav ve střediskové obci a v jejím JZD. V hlavních rolích se představili Marián Labuda, Rudolf Hrušínský, János Bán, Libuše Šafránková, Jan Hartl, Petr Čepek a další. Film se natáčel převážně v obci Křečovice na Benešovsku a v Praze.
- 2. září – Orgány StB provedly razii v bytech 7 členů tzv. Jazzové sekce a zabavila na 800 knih a několik set časopisů „diverzní“ povahy. Akce byla vyvrcholením rozsáhlé kampaně proti sdružení alternativních hudebníků Jazzová sekce, které bylo již v roce 1984 státními orgány zakázáno. V následném soudním líčení byli vybraní členové sdružení odsouzeni k několikaletým trestům odnětí svobody za majetkovou trestnou činnost (nedovolené podnikání) a porušování autorského zákona. Za odsouzené hudebníky se postavily opoziční organizace Charta 77 a Výbor na obranu nespravedlivě stíhaných, stejně jako větší množství významných zahraničních umělců (např. Elton John, Paul McCartney, Sting nebo Phil Collins).[12]
- 2. září – Na světové výstavě EXPO 86 ve Vancouveru v Kanadě proběhl československý národní den, který zahájil předseda vlády ČSSR Lubomír Štrougal. V kulturním programu vystoupily mimo jiné československé národopisné soubory Lúčnica a Konopa. Československý pavilón měl také na vancouverské výstavě značný úspěch a tvořily se před ním dlouhé fronty. Byl založen na audiovizuálním programu, který umožňoval např. virtuální prohlídku Prahy.[13]
- 3. září – V Televizních novinách byla odvysílána reportáž o emigraci zpěváka Waldemara Matušky, který se rozhodl požádat o politický azyl v USA. Dne 2. září vystoupil v americkém zahraničním rozhlasovém vysílání a poukázal na nemožnost svobodné tvůrčí umělecké činnosti i na potlačování lidských práv v Československu.
- 8.–12. září – Ve vojenských prostorech Československa se konalo cvičení sovětské, maďarské a československé lidové armády pod názvem Družba 86 s účastí přes 25 tisíc vojáků.
- 18. září – V prostoru státní hranice Československa a Německé spolkové republiky v lesích mezi obcemi Broumov na Tachovsku a Mähring v okrese Tirschenreuth došlo k závažnému incidentu s mezinárodněpolitickou dohrou. V polední době byl na rotě Pohraniční stráže v Broumově vyhlášen poplach. Tři mladí občané Polské lidové republiky vstoupili do hraničního pásma s úmyslem ilegálně překročit státní hranici. Pohraničníci po nich okamžitě začali pátrat, přičemž se nešťastnou shodou náhod střetli s německým turistou Johannem Dickem, který v prostoru hranice sbíral houby. Příslušníci PS opakovaně vyzvali Dicka k zastavení. Ten však zpanikařil a dal se před pohraničníky na útěk. Nereagoval ani na poplašné výstřely do vzduchu. Proto pohraničníci přistoupili k cílené střelbě na „narušitele“ v domnění, že se jedná o některého z prchajících Poláků, přičemž osobu zasáhli. Snahy o poskytnutí první pomoci nebyly příliš účinné. Při přesunu ještě živého muže k cestě zjistili příslušníci PS, že oběť zasáhli již skoro 200 m za hranicí, na území Německé spolkové republiky. Vzhledem k dlouhé prodlevě mezi zásahem a příjezdem profesionální zdravotní pomoci (vojenské záchranné služby) se Johanna Dicka již nepodařilo zachránit – zemřel v sanitce při cestě do nemocnice v Plané u Mariánských Lázní.[14] Ještě v Československu byla provedena pitva, při níž, jak později zjistili němečtí lékaři, odebrali českoslovenští patologové zřejmě na příkaz orgánů StB některé části těla. Případ měl značnou dohru – československý velvyslanec v NSR převzal protestní nótu, západoněmecký ministr zahraničí Hans-Dietrich Gentscher si na půdě OSN v New Yorku vyžádal osobní schůzku se šéfem československé diplomacie Bohuslavem Chňoupkem, vdova po zastřeleném si nárokovala odškodné ve výši 50 tis. marek, Dickova pohřbu se zúčastnili i představitelé bavorské vlády. V průběhu vyšetřování byla prokázána vina na československé straně, proto ČSSR vyplatila vdově vyšší odškodné ve výši 100 tis. marek a omluvu a politování nad událostí vyjádřil i prezident republiky Gustáv Husák.[15]
- 4. října – Na náměstí Republiky v Plzni se za účasti 7 tisíc žáků, studentů a učňů natáčela davová scéna filmu Discopříběh.[16]

### Svět
- 1. ledna – Evropské společenství se rozšířilo o Španělsko a Portugalsko.
  - Portugalsko vstoupilo do Eurocontrolu.
- 8. ledna – Mentor sepsal hackerův manifest (český překlad manifestu).
- 28. ledna – Raketoplán Challenger explodoval 73 sekundy po startu. Celá sedmičlenná posádka zahynula.
- 29. ledna – Byl zvolen dnešní prezident Ugandy Yoweri Museveni.
- 8. února – Při srážce nákladního vlaku a rychlíku v kanadských Skalistých horách zemřelo 23 osob a 95 osob bylo zraněno.
- 20. února – Sovětský svaz vypustil kosmickou stanici Mir, ve které kosmonauti stráví rekordně dlouhou dobu.
- 13. dubna – Papež Jan Pavel II. navštívil římskou synagogu.
- 25. dubna – Mswati III. se stal králem Svazijska.
- 26. dubna – Při největší jaderné katastrofě v historii explodoval a začal hořet čtvrtý reaktor jaderné elektrárny v Černobylu na Ukrajině. Zahynulo 31 hasičů a zaměstnanců elektrárny a radioaktivní spad pokryl rozsáhlé území.
- 27. dubna – Začala plošná evakuace města Pripjať, které se nachází v blízkosti jaderné elektrárny Černobyl.
- 2. května – Skončila plošná evakuace města Pripjať, domov opustilo 52 000 lidí.
- 21. srpna – Tragédie u jezera Nyos. Náhlý výron oxidu uhličitého zabil v okolí jezera Nyos více než 1 800 lidí.
- 7. září – Desmond Tutu se stal jako první černoch v historii primasem anglikánské církve v Jihoafrické republice.
- 11. října – Ronald Reagan a Michail Gorbačov se setkali v Reykjavíku.
- 21. října – Marshallovy ostrovy získaly nezávislost.
- 27. října – pod vedením Jana Pavla II. se konalo první mezináboženské setkání v Assisi.
- 3. listopadu – Mikronésie získala nezávislost.
- 26. prosince 1986 – 4. ledna 1987 – Mistrovství světa juniorů v ledním hokeji v Piešťanech.
- prosince – Rakouská televize ORF v rámci charitativního projektu iniciovala vznik každoroční akce Betlémské světlo.
- Evropské sdružení volného obchodu přijalo Finsko, opustilo jej Portugalsko.
- Vstoupila v platnost Dohoda o volném přidružení mezi Spojenými státy a Marshallovými ostrovy.

## Vědy a umění
- 8. listopadu – Muzikál Andrewa Lloyda Webbera Song & Dance má derniéru v Royale Theater v New Yorku po 474 představeních. Premiéra byla 18. září 1985.
- Halleyova kometa prolétala v blízkosti Země, v její blízkosti proletělo několik sond
- Intel započal výrobu mikroprocesoru Intel 80386
- založena Bahrajnská univerzita v Manámě
- první realizace Mikroskopie atomárních sil – mikroskopická technika, která se používá k trojrozměrnému zobrazování povrchů
- během zemětřesení ve střední Itálii došlo k těžkému poškození baziliky sv. Františka v Assisi
- první zkameněliny dinosaura byly objeveny i v Antarktidě (rod Antarctopelta).
- Americká metalová skupina Metallica vydala album Master of Puppets
- V tomto roce byly vydány knihy Memento (Radek John), Tajemství Velkého Vonta (Jaroslav Foglar), Soudce z milosti (Ivan Klíma), Forrest Gump (Winston Groom), Lehké fantastično (Terry Pratchett) a Nadace a Země (Isaac Asimov).
- Vítězi ankety Zlatý slavík se stali Dalibor Janda, Iveta Bartošová a slovenská kapela Elán.

## Nobelova cena
- Nobelova cena za fyziku – Ernst Ruska, Gerd Binnig a Heinrich Rohrer
- Nobelova cena za chemii – Dudley Robert Herschbach, Yuan Tseh Lee, John Charles Polanyi
- Nobelova cena za fyziologii a lékařství – Stanley Cohen, Rita Leviová-Montalciniová
- Nobelova cena za literaturu – Wole Soyinka
- Nobelova cena za mír – Elie Wiesel
- Nobelova pamětní cena za ekonomii – James M. Buchanan

## Narození

### Česko

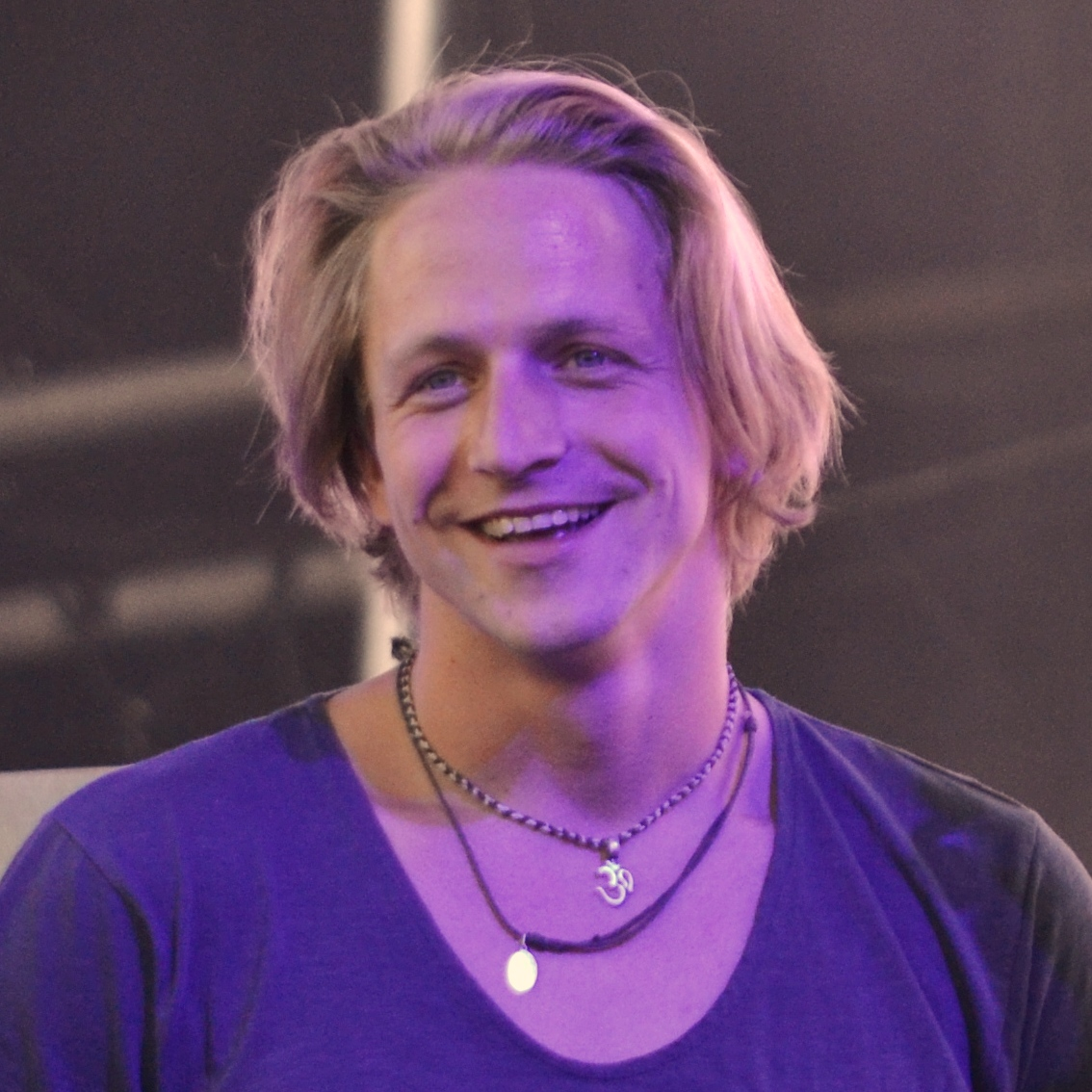
Tomáš Klus (* 15. května)

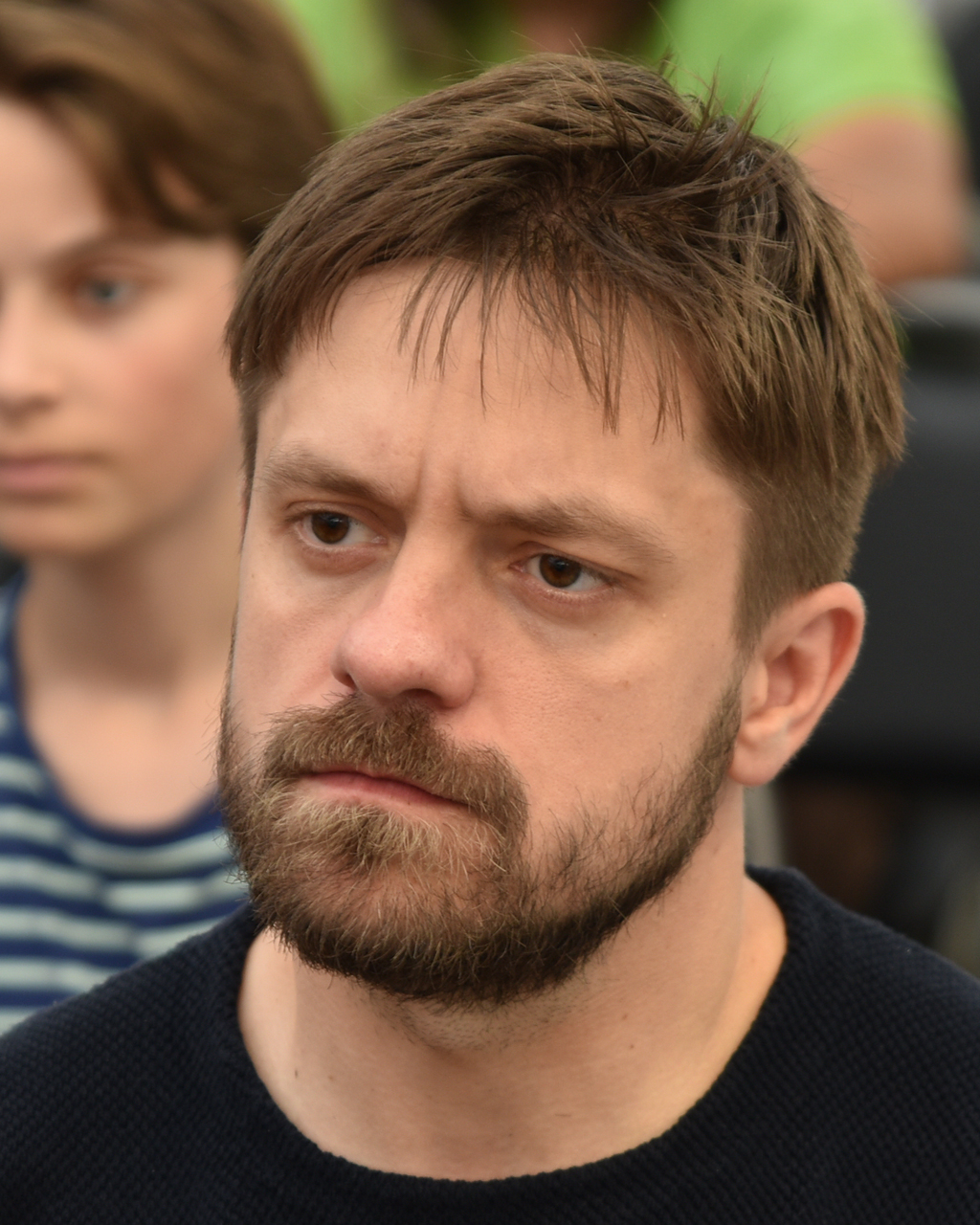
Jiří Mádl (* 23. října)

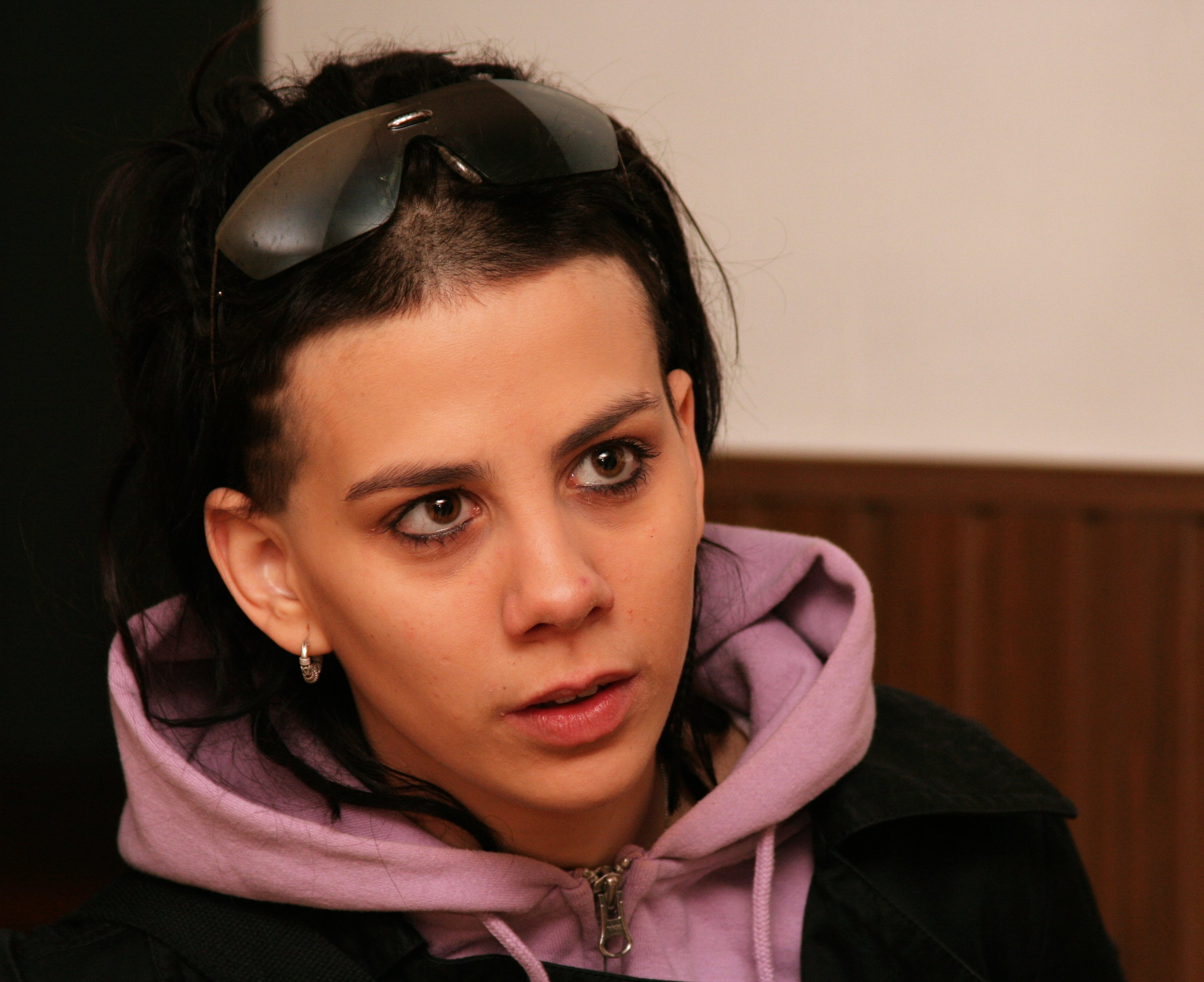
Aneta Langerová (* 26. listopadu)

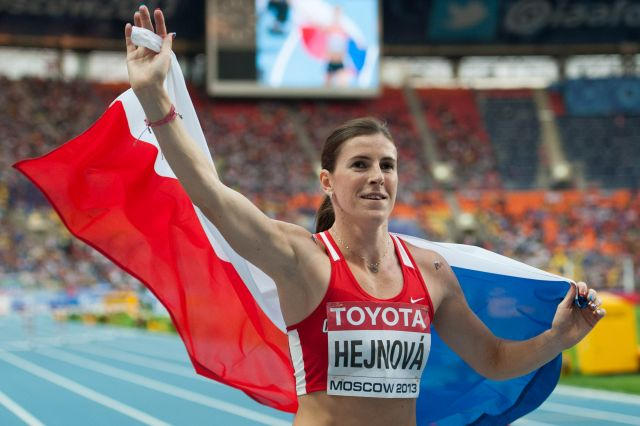
Zuzana Hejnová (* 19. prosince)

- 03. ledna – Zdeněk Bahenský, lední hokejista
- 16. ledna – Milan Škoda, fotbalista
- 24. ledna – Jakub Šindel, lední hokejista
- 01. února – Ladislav Šmíd, lední hokejista
- 8. února – Jan Zbranek, sportovní lezec, mezinárodní stavěč cest
- 19. února – Aneta Savarová, moderátorka a redaktorka
- 02. března
  - Michal Birner, lední hokejista
  - Inna Puhajková, modelka a moderátorka
- 12. března – Jan Urban, fotbalista
- 28. března – Barbora Strýcová, tenistka
- 11. dubna – Lipo, rapper a básník
- 15. května – Tomáš Klus, zpěvák a herec
- 17. května – Lucie Polišenská, herečka
- 20. května
  - Veronika Arichteva, herečka
  - Jiřina Ptáčníková, atletka, skokanka o tyči
- 31. května – Jan Bernášek, šachista
- 03. června – Tomáš Verner, krasobruslař, olympionik, mistr Evropy
- 04. července – Martina Viktorie Kopecká, farářka Církve československé husitské
- 08. července – Lucie Hadašová, modelka
- 14. července – Eva Čerešňáková, modelka a manažerka
- 18. července – Michal Gulaši, hokejový obránce
- 21. července – Rest, rapper
- 10. srpna – Andrea Sestini Hlaváčková, tenistka
- 16. srpna – Petra Chocová, plavkyně a politička
- 21. srpna – Denisa Rosolová, atletka, běžkyně
- 02. září – Jakub Veselý, volejbalista
- 06. září – Martin Jakš, běžec na lyžích
- 19. září – Lucie Martínková, fotbalistka
- 26. září – Pavla Poznarová, házenkářka
- 02. října – Adam Vojtěch, politik a právník
- 04. října – Nikol Leitgeb, herečka, zpěvačka a influencerka
- 06. října – Tereza Kerndlová, zpěvačka
- 23. října – Jiří Mádl, herec
- 14. listopadu – Lukáš Klimek, lední hokejista
- 26. listopadu
  - Aneta Langerová, zpěvačka
  - Tereza Hlavsová, biatlonistka († 18. února 2006)
- 12. prosince – Marek Zelinka, tanečník a choreograf
- 19. prosince – Zuzana Hejnová, atletka, běžkyně
- 24. prosince – Theodor Gebre Selassie, fotbalista

### Svět

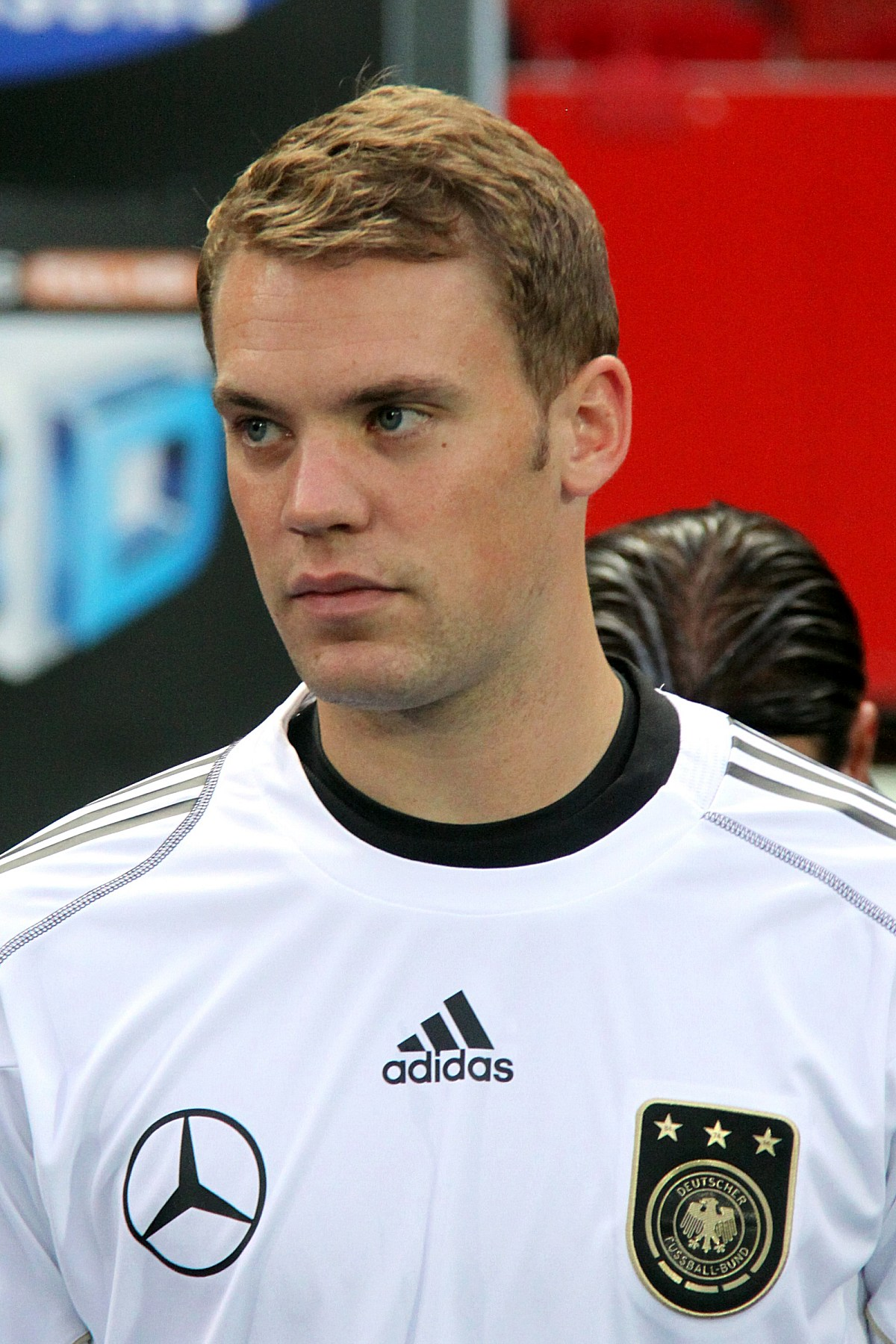
Manuel Neuer (* 27. března)

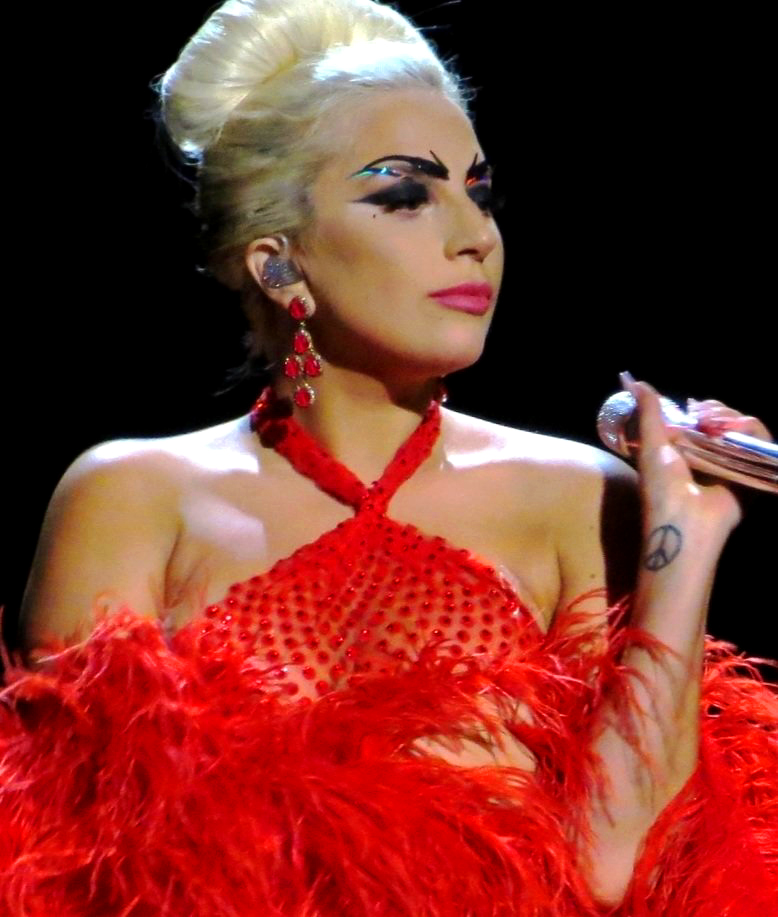
Lady Gaga (* 28. března)

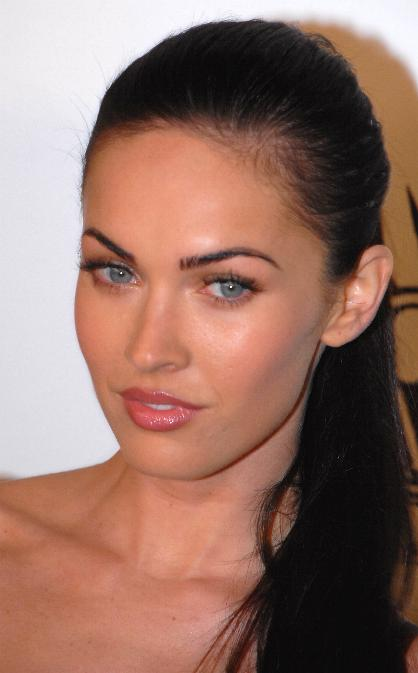
Megan Fox (* 16. května)

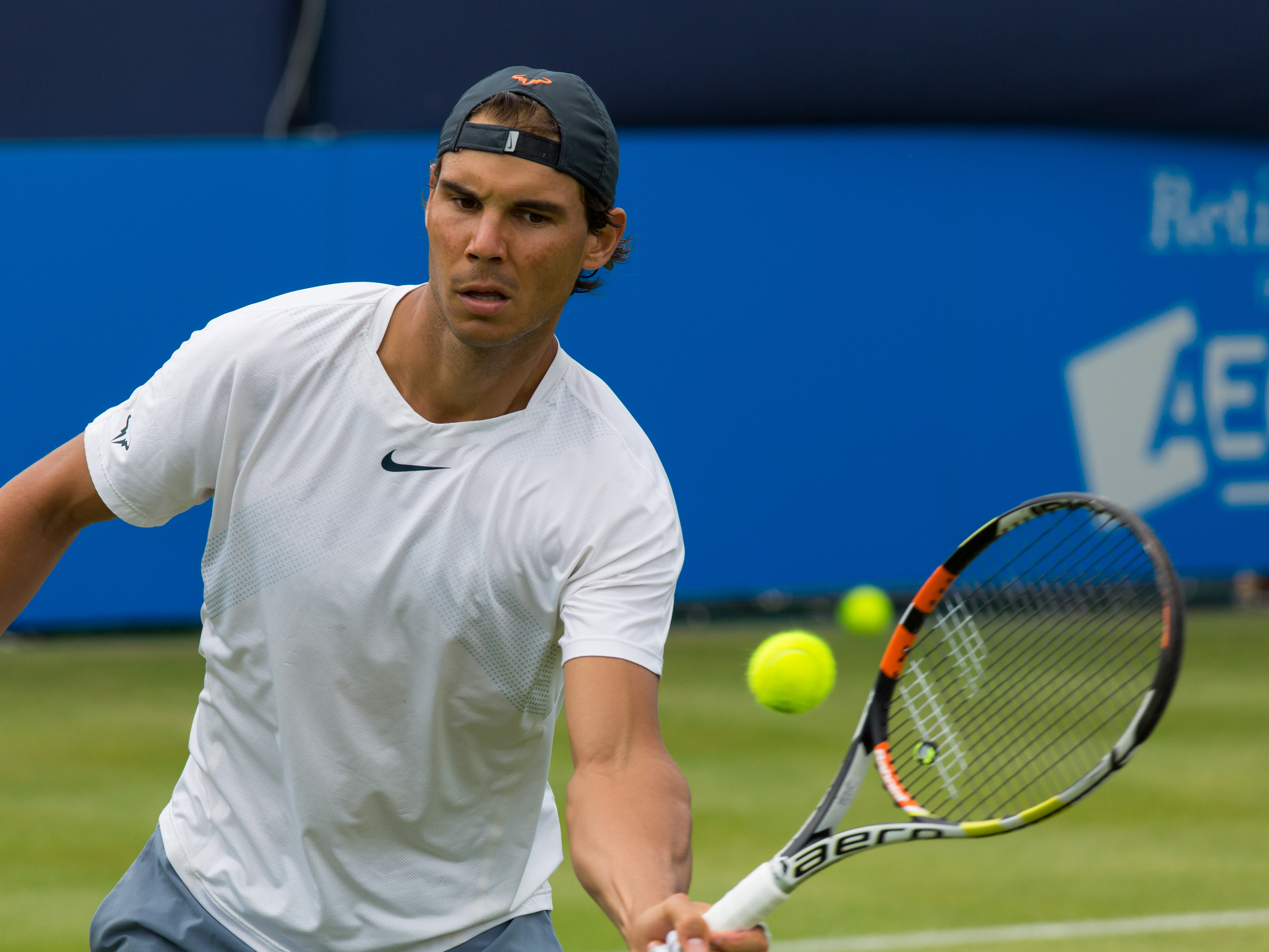
Rafael Nadal (* 3. června)

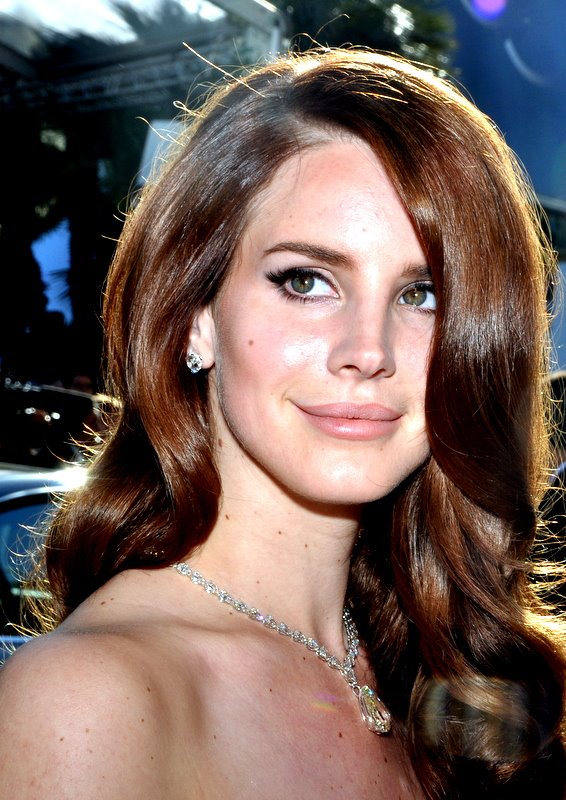
Lana Del Rey (* 21. června)

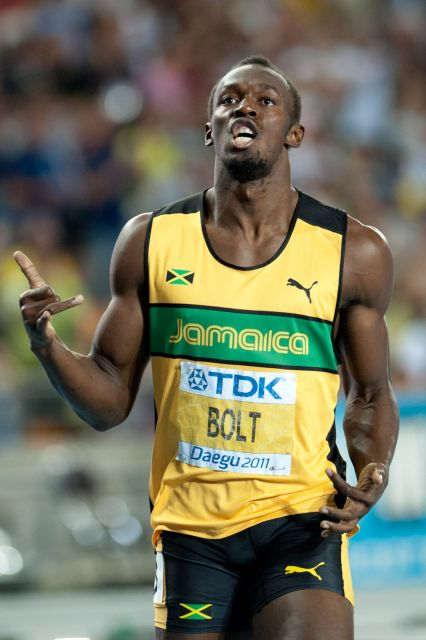
Usain Bolt (* 21. srpna)

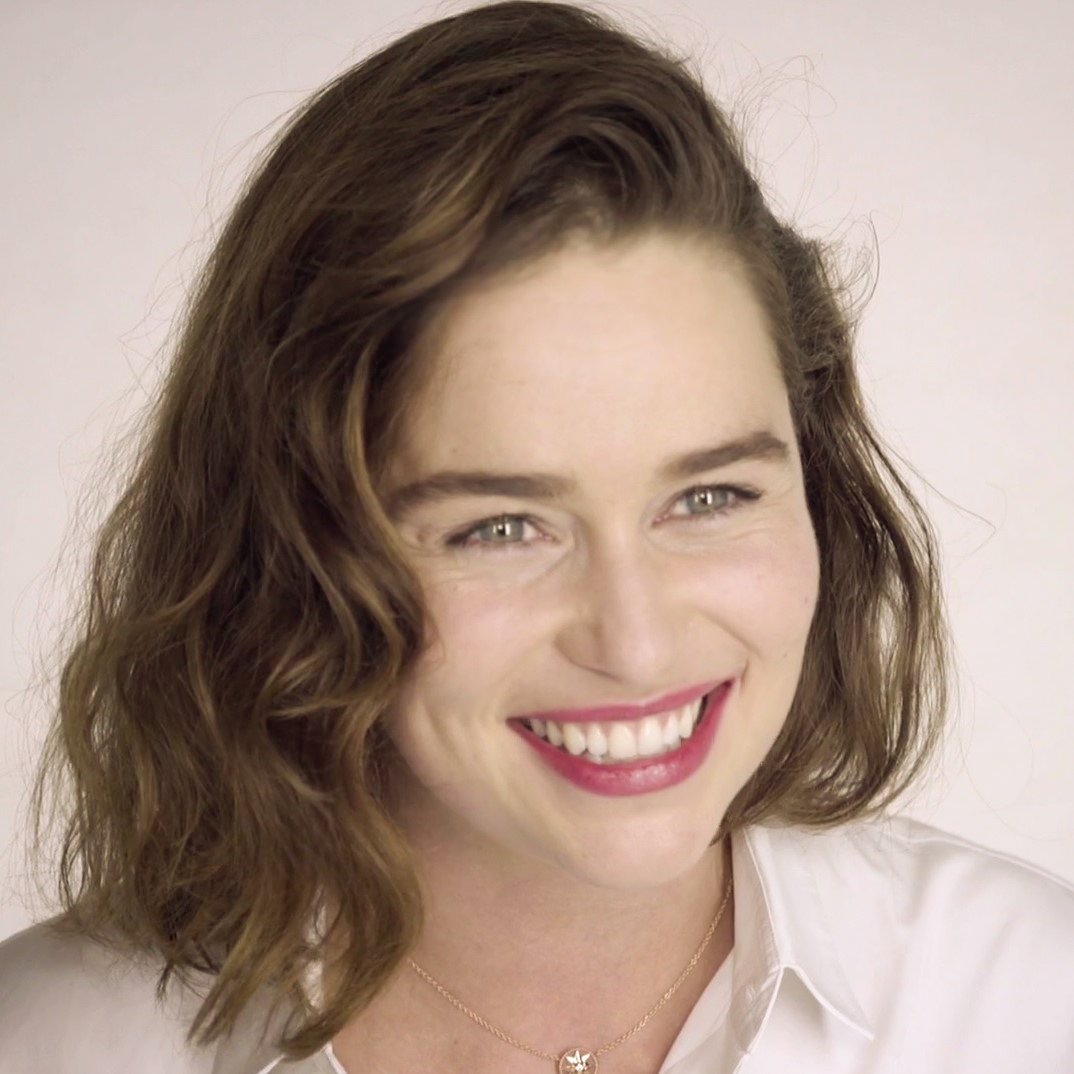
Emilia Clark (* 23. října)

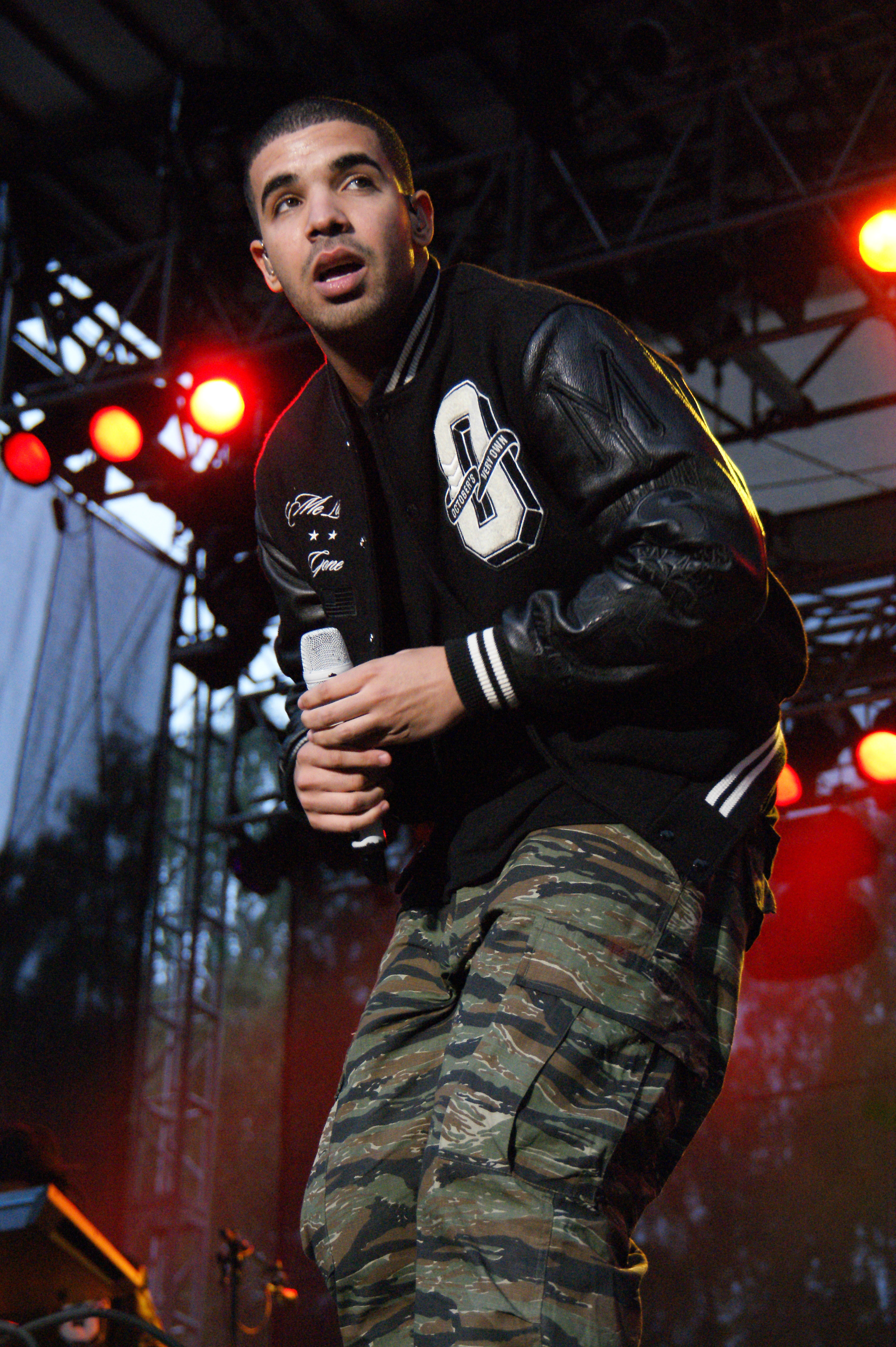
Drake (* 24. října)

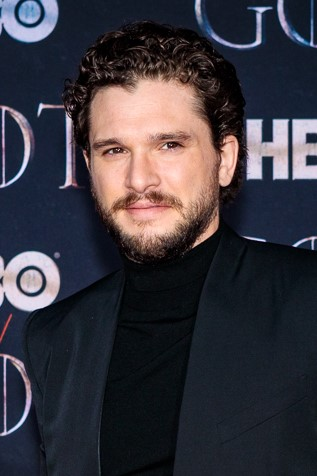
Kit Harington (* 26. prosince)

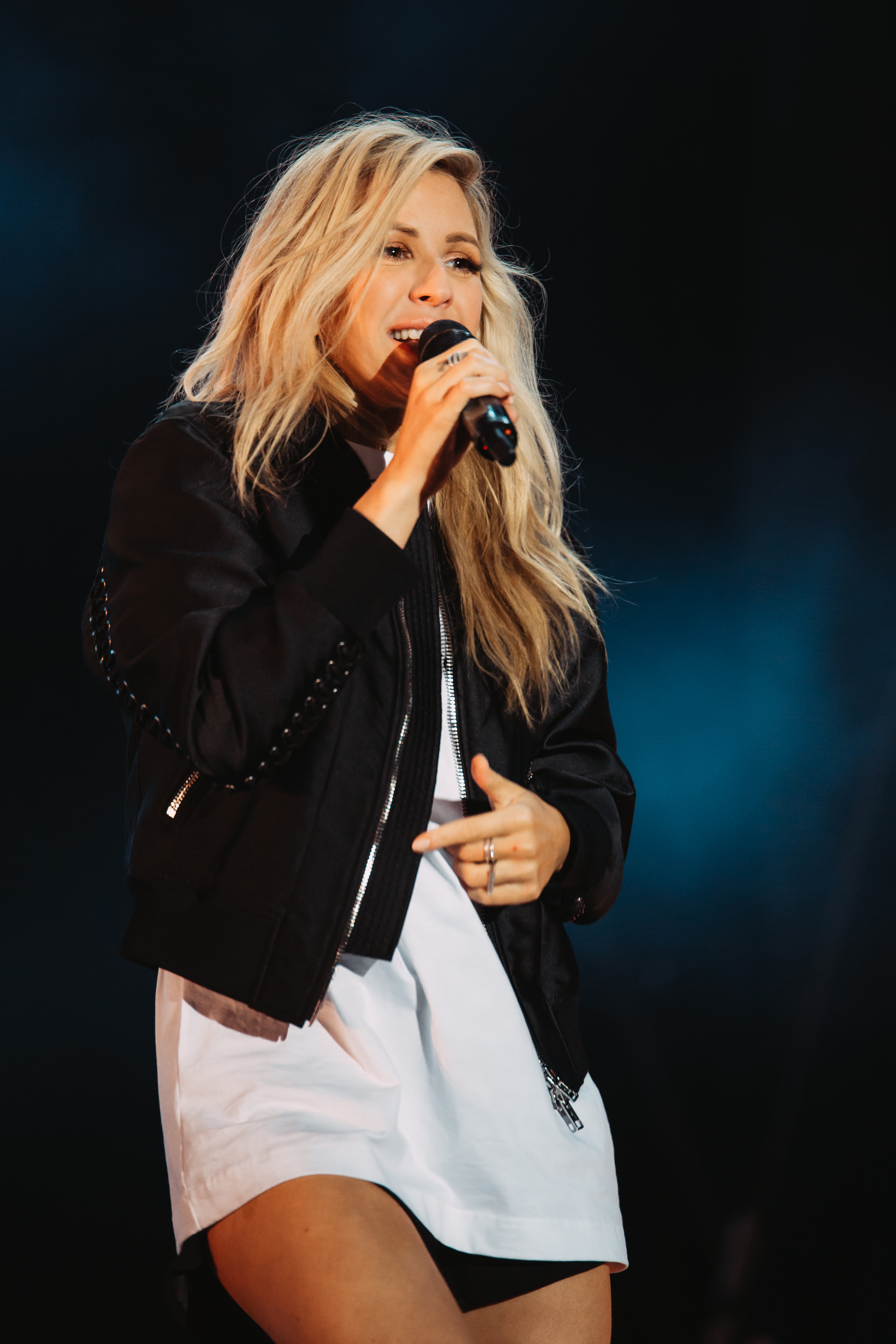
Ellie Goulding (* 30. prosince)

- 01. ledna – Viktorija Amelinová, ukrajinská spisovatelka († 1. července 2023)
- 02. ledna – Nathan Cohen, novozélandský veslař
- 06. ledna
  - Irina Shayk, ruská modelka a herečka
  - Serhij Stachovskyj, ukrajinský tenista
- 07. ledna – Jeremy Ferguson, americký hudebník, člen rockové skupiny Black Veil Brides
- 09. ledna – Klemen Bauer, slovinský biatlonista
- 10. ledna – Kirsten Flipkensová, belgická tenistka
- 13. ledna – Laura Ludwigová, německá plážová volejbalistka
- 15. ledna – Marija Abakumovová, ruská oštěpařka
- 16. ledna
  - Daiki Niwa, japonský fotbalista
  - Aija Andrejeva, lotyšská zpěvačka
  - Marta Domachowská, polská tenistka
- 17. ledna – Max Adler, americký herec
- 19. ledna – Arthur Abele, německý vícebojař
- 21. ledna
  - Matt Heafy, americký hudebník
  - Šóta Horie, japonský ragbista
- 22. ledna – Björn Hübner-Fehrer, německý šermíř
- 24. ledna – Mischa Anne Barton, britská herečka
- 28. ledna – Jessica Ennisová-Hillová, britská atletka, vícebojařka
- 02. února – Gemma Artertonová, britská herečka
- 11. února – Gabriel Boric, chilský politik
- 13. února
  - Hamish Bond, novozélandský veslař a cyklista
  - Jamie Murray, skotský tenista
- 19. února – Marta brazilská fotbalistka
- 20. února – Agnieszka Bednarek, polská volejbalistka
- 21. února
  - Amedeo Belgický, člen belgické královské rodiny
  - Charlotte Church, velšská zpěvačka
- 26. února – Teresa Palmer, australská herečka
- 27. února
  - Anna Galljamovová, ruská sportovní lezkyně
  - Michel Mulder, nizozemský rychlobruslař
- 1. března – Ajumu Goromaru, japonský ragbista
- 4. března – Alexis Bœuf, francouzský biatlonista
- 11. března – Dario Cologna, švýcarský běžec na lyžích
- 14. března – Jamie Bell, britský herec a tanečník
- 16. března – Alexandra Daddario, americká herečka
- 21. března – Scott Eastwood, americký herec
- 26. března – Jessica McClure Morales, americká oběť nehody
- 28. března – Lady Gaga, americká zpěvačka
- 30. března – Sergio Ramos, španělský fotbalista
- 01. dubna – Ireen Wüstová, nizozemská rychlobruslařka
- 02. dubna
  - Ibrahim Afellay, nizozemský fotbalový záložník
  - Andris Biedriņš, lotyšský basketbalista
- 03. dubna – Amanda Bynesová, americká herečka a zpěvačka
- 05. dubna – Anna Sophia Berglundová, americká modelka
- 07. dubna – Christian Fuchs, rakouský fotbalový obránce
- 08. dubna
  - Igor Akinfejev, ruský fotbalový brankář
  - Natalija Iščenková, ruská synchronizovaná plavkyně
- 10. dubna
  - Augusto Fernández, argentinský fotbalista
  - Fernando Gago, argentinský fotbalový záložník
  - Olivia Borlée, belgická atletka, sprinterka
- 13. dubna – Michael Bingham, britský atlet, sprinter
- 17. dubna – Romain Grosjean, francouzsko-švýcarský automobilový závodník, pilot Formule 1
- 21. dubna
  - Alexander Edler, švédský lední hokejista
  - Arťom Krukovič, český režisér běloruského původu
- 22. dubna – Amber Heardová, americká herečka a modelka
- 23. dubna – Sven Kramer, nizozemský rychlobruslař
- 25. dubna – Juan Sebastián Cabal, kolumbijský tenista
- 27. dubna – Jenna Coleman, britská herečka
- 28. dubna – D. T. H. van der Merwe, kanadský ragbista
- 30. dubna – Dianna Agronová, americká herečka a zpěvačka
- 02. května
  - Thomas McDonell, americký herec
  - Kirill Kolčegošev, ruský horolezec
- 06. května – Goran Dragić, slovinský basketbalista
- 11. května – Miguel Veloso, portugalský fotbalista
- 13. května
  - Robert Pattinson, britský herec, hudebník a model
  - Alexander Rybak, norský zpěvák
- 16. května – Megan Fox, americká herečka a modelka
- 18. května – Kevin Anderson, jihoafrický tenista
- 21. května – Varvara Lepčenková, americká tenistka uzbeckého původu
- 23. května – Ryan Coogler, americký režisér, scenárista a filmový producent
- 26. května
  - Michel Tornéus, švédský atlet, dálkař
  - Àstrid Bergès-Frisbeyová, španělsko-francouzská herečka a modelka
- 01. srpna – Jelena Vesninová, ruská tenista
- 03. června – Rafael Nadal, španělský tenista
- 06. června – Ali Rabo, fotbalista z Burkiny Faso
- 08. června – Andrej Sekera, slovenský lední hokejista
- 11. června – Shia LaBeouf, americký herec
- 13. června
  - Mary-Kate Olsen a Ashley Olsen, americké herečky
  - Kat Denningsová, americká herečka
  - Keisuke Honda, japonský fotbalista a trenér
- 17. června – Marie Avgeropoulos, americká herečka a modelka
- 18. června
  - Richard Gasquet, francouzský tenista
  - Richard Madden, skotský herec
- 19. června – Marie Dorinová Habertová, francouzská biatlonistka
- 21. června – Lana Del Rey, americká zpěvačka a hudební skladatelka
- 24. června – Solange Knowles, americká zpěvačka
- 27. června
  - Sam Claflin, britský herec
  - LaShawn Merritt, americký atlet, běžec
- 02. července – Lindsay Lohan, americká herečka a popová zpěvačka
- 3. července – Duane Vermeulen, jihoafrický ragbista
- 05. července
  - Piermario Morosini, italský fotbalista († 14. dubna 2012)
  - Alexandr Radulov, ruský lední hokejista
- 08. července – Kaiane Aldorinová, gibraltarská modelka a politička
- 10. července – Andreas Palicka, švédský házenkář
- 11. července – Raúl García, španělský fotbalový útočník
- 18. července
  - Laura Carmichael, britská herečka
  - Simon Clarke, australský silniční cyklista
- 25. července
  - Margrét Lára Viðarsdóttir, islandská fotbalistka
  - Hulk, brazilský fotbalista
- 31. července
  - Paola Espinosová, mexická skokanka do vody
  - Jevgenij Malkin, ruský lední hokejista
- 02. srpna – Simone Manuelová, americká plavkyně
- 03. srpna – Darja Domračevová, běloruská biatlonistka
- 07. srpna
  - Paul Biedermann, německý plavec
  - Valter Birsa, slovinský fotbalový záložník
- 17. srpna – Emily Harrington, americká sportovní lezkyně
- 20. srpna – Dan Martin, irský silniční cyklista
- 21. srpna – Usain Bolt, jamajský atlet, sprinter
- 27. srpna – Sebastian Kurz, rakouský kancléř
- 28. srpna – Armie Hammer, americký herec
- 07. září – Denis Istomin, uzbecký tenista
- 08. září
  - Anton Avdějev, ruský sportovní šermíř
  - Carlos Bacca, kolumbijský fotbalový útočník
- 11. září – Valerij Borčin, ruský atlet, chodec
- 12. září
  - Emmy Rossum, americká herečka
  - Alfie Allen, britský herec
- 14. září – Michelle Jenner, španělská herečka
- 19. září – Sally Pearsonová, australská atletka, sprinterka
- 21. září
  - Lindsey Stirling, americká houslistka
  - Elton Santiago dos Santos Lira, brazilský fotbalista
- 23. září – Eduarda Amorimová, brazilská házenkářka
- 26. září – Danilson Córdoba, kolumbijský fotbalista
- 30. září – Olivier Giroud, francouzský fotbalový útočník
- 02. října – Camilla Belle, americká herečka
- 05. října
  - Alex Bourret, kanadský lední hokejista
  - Rui Costa, portugalský silniční cyklista
- 8. října – Camilla Herremová, norská házenkářka
- 10. října – Jekatěrina Vlasovová, ruská horolezkyně
- 12. října
  - Li Wen-liang, čínský oftalmolog († 7. února 2020)
  - Tyler Blackburn, americký zpěvák a herec
- 23. října
  - Jovanka Radičevićová, černohorská házenkářka
  - Emilia Clarkeová, britská herečka
- 24. října – Drake, kanadský zpěvák, rapper a herec
- 27. října – Christine Evangelista, americká herečka
- 01. listopadu – Ksenija Baltaová, estonská atletka, skokanka do dálky
- 06. listopadu
  - Thomas De Gendt, belgický silniční cyklista
  - Katie Leclerc, americká herečka
- 09. listopadu – Julian Eberhard, rakouský biatlonista
- 13. listopadu – Sergej Bakulin, ruský atlet, sportovní chodec
- 15. listopadu – Sania Mirzaová, indická tenistka
- 17. listopadu – Greg Rutherford, britský atlet, skokan do dálky
- 18. listopad – Separ, slovenský raper
- 22. listopadu – Oscar Pistorius, jihoafrický tělesně postižený atlet
- 25. listopadu – Katie Cassidy, americká herečka
- 26. listopadu
  - Konstadinos Filippidis, řecký atlet, skokan o tyči
  - Bauke Mollema, nizozemský silniční cyklista
- 02. prosince – Edson Piauí, zavražděný brazilský fotbalista († 1. listopadu 2014)
- 10. prosince – Guillaume Glairon Mondet, francouzský sportovní lezec
- 19. prosince – Ryan Babel, nizozemský fotbalový útočník
- 21. prosince
  - Sergej Karimov, německo-kazašský fotbalista († 24. prosince 2019)
  - Ousmane Viera, fotbalista z Pobřeží slonoviny
- 23. prosince – Balázs Dzsudzsák, maďarský fotbalista
- 26. prosince – Kit Harington, britský herec
- 27. prosince
  - Shelly-Ann Fraserová-Pryceová, jamajská atletka, sprinterka
  - Torah Brightová, australská snowboardistka
- 30. prosince – Ellie Goulding, popová zpěvačka

## Úmrtí

### Česko

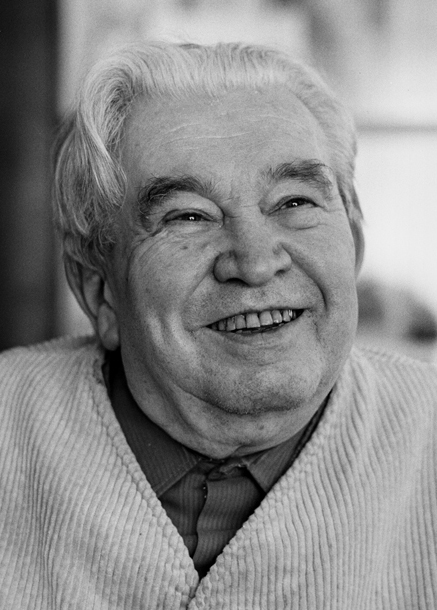
Jaroslav Seifert († 10. ledna)

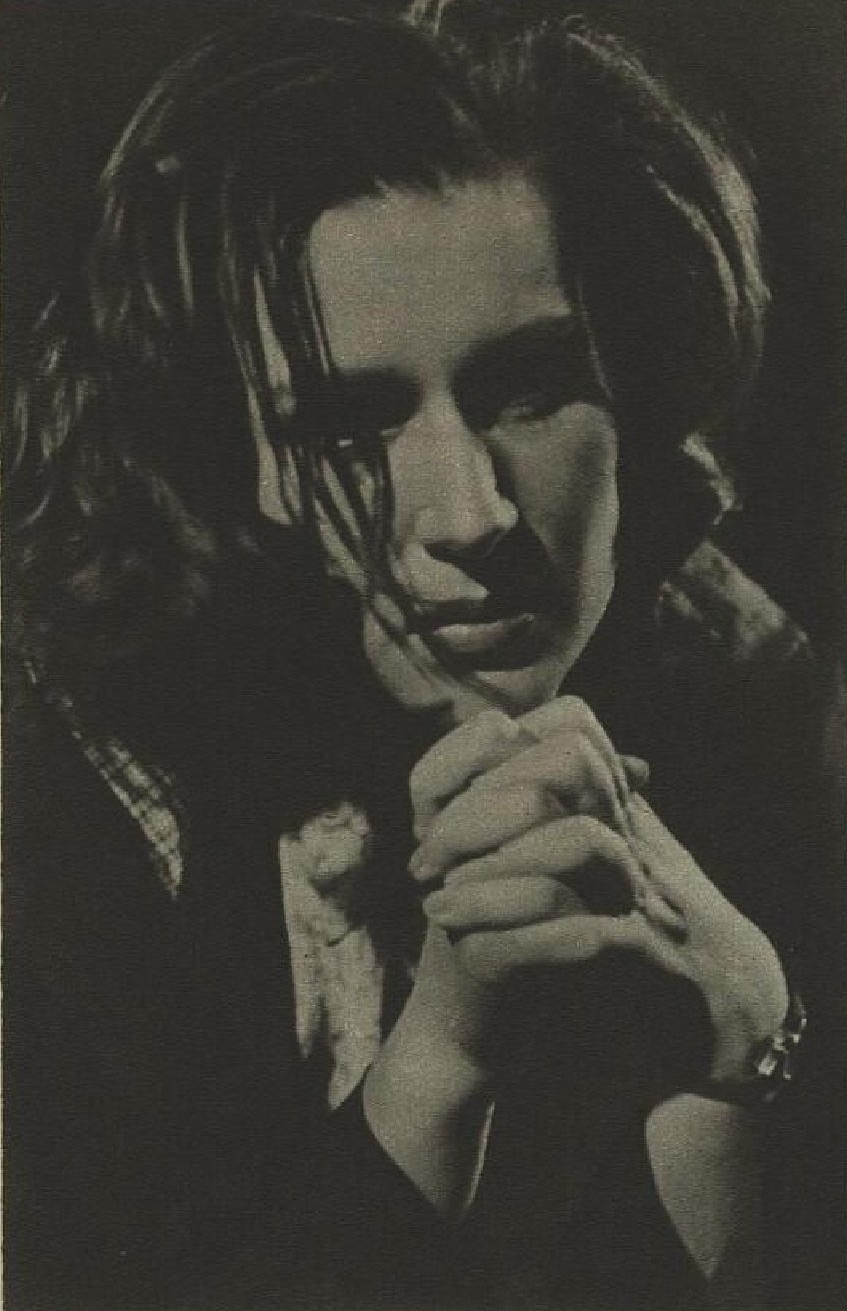
Blanka Waleská († 6. července)

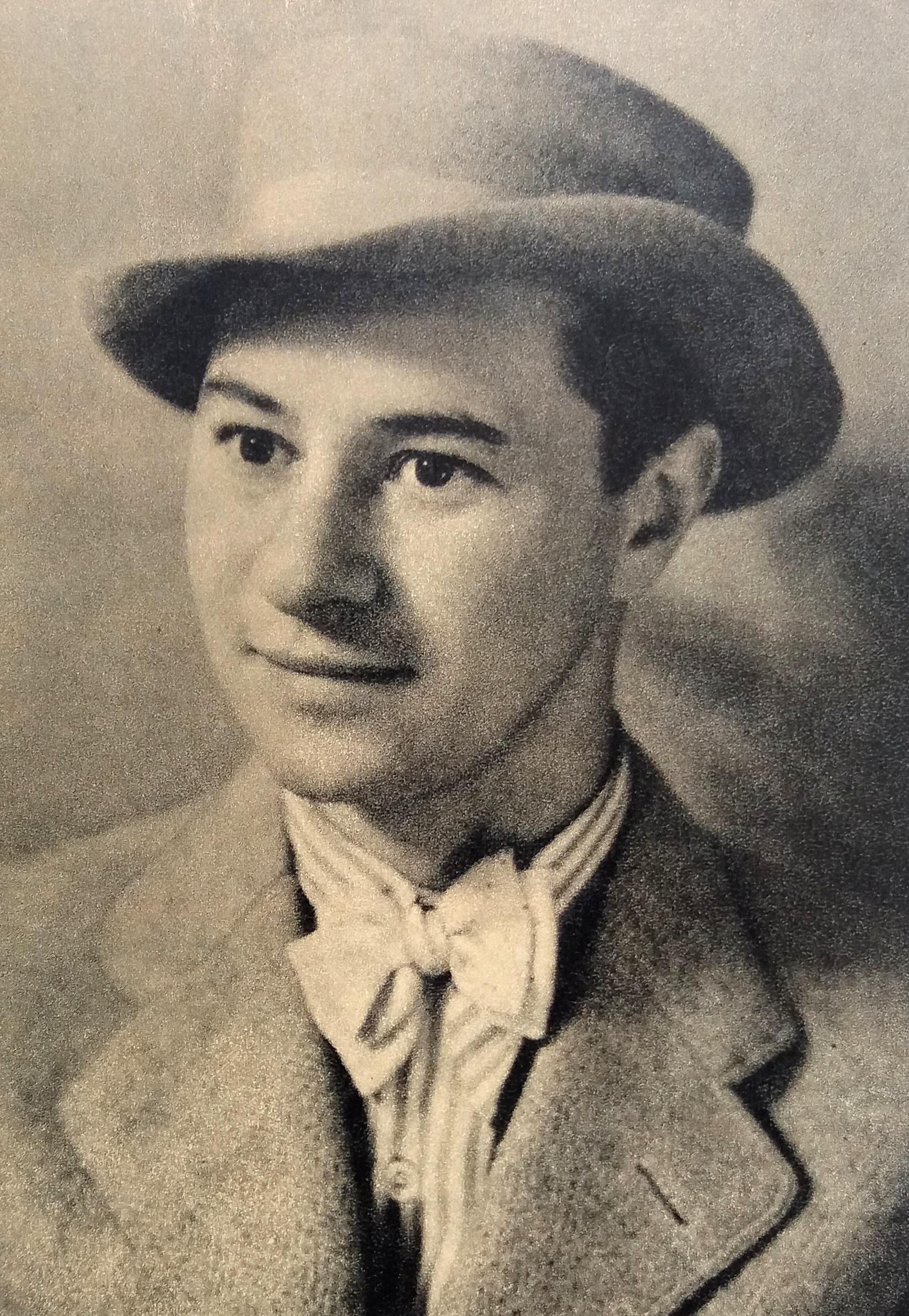
Ladislav Pešek († 13. července)

- 08. ledna – Vladimír Sedlák, rektor Vysoké školy ekonomické v Praze a politik (* 1913)
- 10. ledna
  - Jaroslav Seifert, lyrický básník, prozaik, publicista a překladatel, nositel Nobelovy ceny (* 23. září 1901)
  - Josef Otisk, voják a velitel výsadku Wolfram (* 30. ledna 1911)
- 12. ledna – Zdeněk Hůla, hudební teoretik a skladatel (* 12. května 1901)
- 14. ledna – Josef Moštěk, katolický kněz a politický vězeň (* 28. února 1913)
- 18. ledna – Jan Wimmer, fotbalový reprezentant (* 15. ledna 1903)
- 27. ledna – Michal Vičan, fotbalový reprezentant (* 26. března 1925)
- 02. února
  - Vladimír Svatý, vynálezce a konstruktér (* 19. září 1919)
  - Rudolf Macudzinski, klavírista a hudební skladatel (* 29. dubna 1907)
- 13. února – Otakar Votoček, historik umění (* 11. října 1921)
- 18. února
  - Vladimír Kryštovský, kněz, teolog a vysokoškolský profesor (* 14. května 1909)
  - Václav Smetáček, hobojista, hudební skladatel a dirigent (* 30. září 1906)
  - Július Ďuriš, československý komunistický politik (* 9. března 1904)
- 23. února – Jiří Kalousek, malíř, kreslíř, karikaturista a ilustrátor (* 7. února 1925)
- 26. února – Karel Vlach, kapelník swingového Orchestru Karla Vlacha (* 8. října 1911)
- 04. března
  - Josef Strnadel, spisovatel a literární teoretik (* 23. února 1912)
  - František Hochmann, fotbalový reprezentant (* 2. dubna 1904)
- 06. března – Georgia O'Keeffe, americká malířka (* 15. listopadu 1887)
- 10. března – Jaroslava Vondráčková, textilní výtvarnice a spisovatelka (* 5. ledna 1894)
- 15. března – František Čůta, analytický chemik (* 15. listopadu 1898)
- 16. března – Erich Roučka, technik a vynálezce (* 30. října 1888)
- 18. března – Ludvík Aškenazy, spisovatel (* 24. února 1921)
- 30. března – Milan Munclinger, flétnista, dirigent, skladatel, muzikolog a hudební publicista (* 3. července 1923)
- 31. března – Jarka Mottl, textař a skladatel trampských písní (* 2. února 1900)
- 04. dubna – Josef Vosolsobě, atlet, krasobruslař a sportovní zpravodaj ČTK (* 3. ledna 1905)
- 09. dubna – Karel VI. Schwarzenberg, kníže, spisovatel, heraldik (* 5. července 1911)
- 11. dubna
  - Stanislav Jungwirth, atlet, běžec na středních tratích (* 15. srpna 1930)
  - Josef Růžička, stříbrná olympijská medaile v zápase řecko-římském (* 17. března 1925)
- 14. dubna – Ladislav Vachulka, varhaník, cembalista (* 27. března 1910)
- 19. dubna – Zdeněk Sklenář, malíř, grafik a ilustrátor (* 15. dubna 1910)
- 04. května – Petr Schulhoff, režisér a scenárista (* 10. července 1922)
- 08. května – Karel Kácl, profesor lékařské chemie a politik (* 25. ledna 1900)
- 16. května – František Krajčír, komunistický politik (* 12. června 1913)
- 23. května – Bohumil Muzikant, účastník československého protinacistického odboje (* 11. května 1914)
- 01. června – Anděla Kozáková-Jírová, první žena v Československu, která získala doktorát práv (* 14. května 1897)
- 02. června – Václav Hlavsa, archivář a knihovník (* 8. listopadu 1905)
- 06. června – Leopold Slíva, politik (* 12. listopadu 1896)
- 12. června – Zdeněk Koubek, atlet a ragbista (* 8. prosince 1913)
- 23. června – Antonín Martin Brousil, divadelní a filmový teoretik (* 15. května 1907)
- 24. června – Otto Maria Stritzko, malíř, grafik a restaurátor (* 2. února 1908)
- 06. července
  - Blanka Waleská, herečka (* 19. května 1910)
  - Vladimír Šacha, spisovatel (* 11. července 1903)
- 12. července – Petr Lotar, herec, překladatel a spisovatel (* 12. února 1910)
- 13. července – Ladislav Pešek, filmový a divadelní herec (* 4. října 1906)
- 21. července – Vlado Čech, československý rockový bubeník (* 1. září 1949)
- 30. července
  - Jenda Korda, trampský zpěvák a skladatel (* 22. ledna 1904)
  - Vladimír Hrubý, herec (* 23. března 1924)
  - Zdeněk Půček, ministr hutnictví a těžkého průmyslu ČSSR (* 16. října 1924)
- 04. srpna – Vítězslav Černý, herec (* 1. července 1922)
- 05. srpna – Emanuel Löffler, gymnasta, olympionik (* 29. prosince 1901)
- 10. srpna – Vratislav Effenberger, literární teoretik (* 22. dubna 1923)
- 17. srpna – Josef Pehr, herec a loutkář (* 14. srpna 1919)
- 18. srpna
  - Vladimír Kolátor, divadelní režisér, dramaturg, autor a překladatel (* 17. března 1903)
  - Tomáš Šalé, atlet, běžec (* 6. července 1916)
- 27. srpna
  - Olga Šilhánová, sportovní gymnastka a olympijská vítězka (* 21. prosince 1920)
  - Josef Chvalovský, legionář a důstojník čs. armády (* 29. listopadu 1896)
  - Jan Zach, sochař, malíř a designér (* 27. července 1914)
- 31. srpna – Čestmír Řanda, herec a divadelní režisér (* 5. prosince 1923)
- 04. září – Ladislav Dědourek, knihkupec, nakladatel a amatérský fotograf (* 27. dubna 1912)
- 08. září – Vladimír Janoušek, sochař a malíř (* 30. ledna 1922)
- 15. září – Jaroslav Burgr, fotbalista (* 7. března 1906)
- 16. září – Karel Svolinský, malíř (* 14. ledna 1896)
- 17. září – Jaroslav Bejček, výtvarník (* 9. července 1926)
- 20. září – František Vaněk, generální vikář pražské arcidiecéze (* 23. srpna 1916)
- 22. září – Jan Merell, římskokatolický teolog, biblista (* 10. května 1904)
- 12. října – Helena Teigová, překladatelka (* 12. března 1902)
- 16. října – Antonín Houba, hokejový reprezentant (* 27. května 1909)
- 19. října – Oldřich Lipský, režisér, herec a scenárista (* 4. července 1924)
- 04. listopadu – Jiří Voženílek, architekt (* 14. srpna 1909)
- 07. listopadu – Artur London, komunistický politik, diplomat a publicista (* 1. února 1915)
- 09. listopadu – Jaroslava Muchová, malířka, dcera malíře Alfonse Muchy (* 15. března 1909)
- 14. listopadu – Ferdinand Daučík, fotbalový reprezentant (* 30. května 1910)
- 15. listopadu – Johann Wolfgang Brügel, československý právník a historik německé národnosti (* 3. července 1905)
- 17. listopadu – Laďka Kozderková, muzikálová zpěvačka a herečka (* 26. června 1949)
- 29. listopadu
  - Alois Jilemnický, regionální historik a spisovatel (* 28. května 1910)
  - Tomáš Býček, příslušník výsadku Barium (* 10. května 1910)
- 03. prosince – Jiří Taufer, básník a překladatel (* 5. července 1911)
- 05. prosince – Milena Zahrynowská, zpěvačka a herečka (* 10. listopadu 1941)
- 09. prosince – Zdeněk Vogel, zoolog a spisovatel (* 10. listopadu 1913)
- 10. prosince – Jan Klán, válečný pilot (* 22. ledna 1911)
- 12. prosince – Rudolf Cortés, herec a zpěvák (* 16. března 1921)
- 17. prosince – Alfred Technik, spisovatel, reportér a scenárista (* 6. srpna 1913)
- 26. prosince
  - Oldřich Marek, entomolog (* 3. dubna 1911)
  - Karel Pivoňka, fagotista (* 16. května 1907)
- 29. prosince
  - Gertruda Sekaninová-Čakrtová, právnička, politička, diplomatka a disidentka (* 21. května 1908)
  - Vilém Laufberger, lékař, fyziolog (* 29. srpna 1890)
- 30. prosince – Jiří Jaroch, hudební skladatel (* 23. září 1920)

### Svět
- 04. ledna

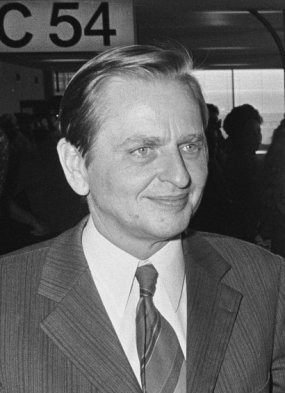
Olof Palme († 28. února)

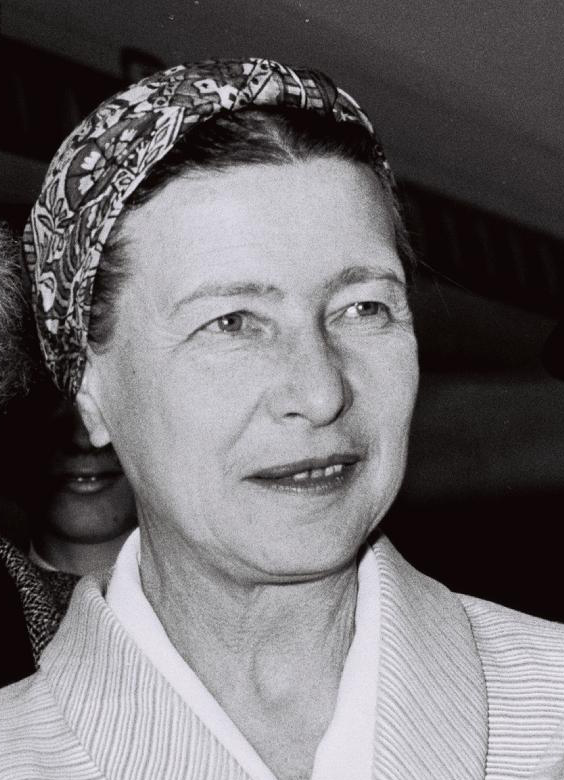
Simone de Beauvoirová († 14. dubna)

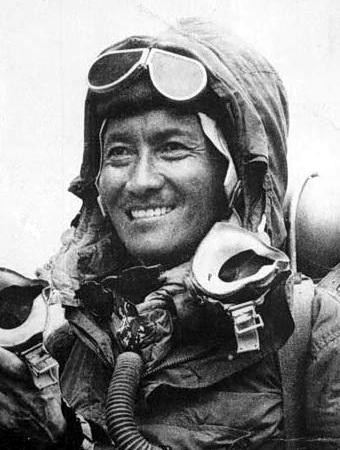
Tenzing Norgay († 9. května)

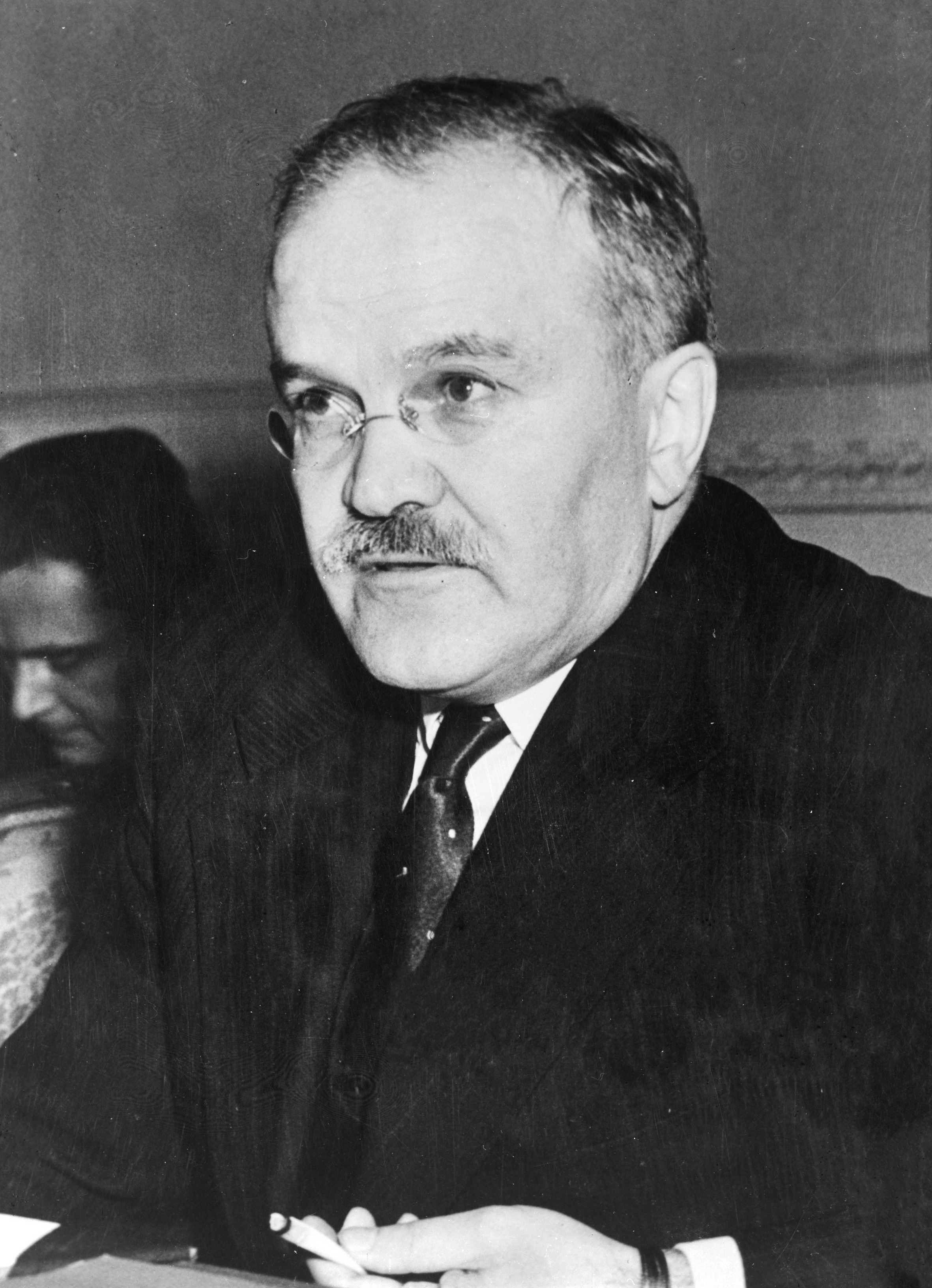
Vjačeslav Michajlovič Molotov († 8. listopadu)

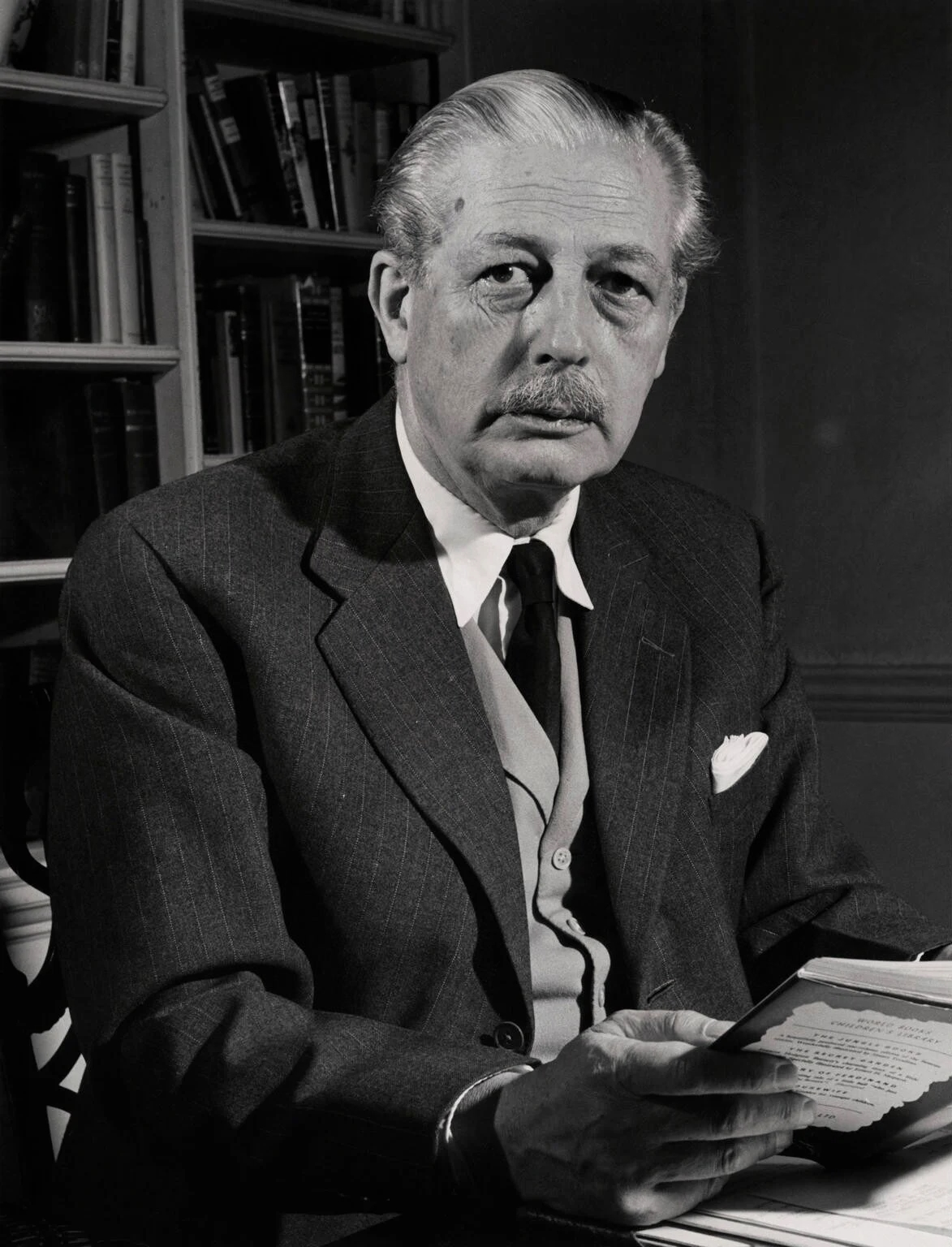
Harold Macmillan († 29. prosince)

  - Phil Lynott, irský zpěvák (* 20. srpna 1949)
  - Christopher Isherwood, britský spisovatel (* 26. srpna 1904)
- 05. ledna
  - Radovan Zogović, černohorský básník a politik (* 19. srpna 1907)
  - Ilmari Salminen, finský olympijský vítěz v běhu na 10 km v roce 1936 (* 21. září 1902)
- 06. ledna – Fernand Oubradous, francouzský fagotista, skladatel a pedagog (* 12. února 1903)
- 07. ledna
  - Juan Rulfo, mexický spisovatel (* 16. května 1917)
  - Július Nemčík, slovenský malíř (* 12. listopadu 1909)
- 09. ledna – Michel de Certeau, francouzský kněz, sociolog, historik a filosof (* 17. května 1922)
- 10. ledna – Joe Farrell, americký jazzový saxofonista a flétnista (* 16. prosince 1937)
- 14. ledna
  - Donna Reedová, americká filmová a televizní herečka (* 27. ledna 1921)
  - Valerian Alexandrovič Zorin, sovětský diplomat (* 14. ledna 1902)
  - Thierry Sabine, francouzský automobilový závodník, zakladatel Rallye Paříž – Dakar (* 13. června 1949)
- 23. ledna – Joseph Beuys, německý performer, sochař, malíř, estetik, filozof a teoretik umění (* 12. května 1921)
- 24. ledna – L. Ron Hubbard, americký spisovatel, zakladatel dianetiky a scientologie (* 13. března 1911)
- 25. ledna – Heinrich Bacht, německý teolog (* 8. prosince 1910)
- 27. ledna – Nikhil Banerdží, indický hráč na sitár (* 14. října 1931)
- 28. ledna
  - Michael Smith, americký astronaut (* 30. dubna 1945)
  - Gregory Jarvis, americký astronaut (* 24. srpna 1944)
  - Francis Scobee, americký letec a astronaut (* 19. května 1939)
  - Ellison Onizuka, americký důstojník, letec a astronaut (* 24. června 1946)
  - Christa McAuliffeová, americká astronautka, která tragicky zahynula (* 2. září 1948)
  - Judith Resniková, americká astronautka (* 5. dubna 1949)
  - Ronald McNair, americký astronaut (* 21. října 1950)
- 30. ledna – Ivan Dmitrijevič Papanin, sovětský polární badatel (* 26. listopadu 1894)
- 01. února – Alva Myrdalová, švédská socioložka, nositelka Nobelovy ceny (* 31. ledna 1902)
- 07. února – Minoru Yamasaki, americký architekt japonského původu (* 1. prosince 1912)
- 11. února – Frank Herbert, americký spisovatel (* 8. října 1920)
- 17. února – Jiddu Krišnamurtí, indický filozof a básník (* 25. května 1895)
- 19. února – André Leroi-Gourhan, francouzský antropolog, archeolog a historik (* 25. srpna 1911)
- 21. února – Mart Stam, holandský architekt, urbanista a nábytkový designer (* 5. srpna 1899)
- 22. února – Boris Sluckij, sovětský básník (* 7. května 1919)
- 23. února – Ernst Neufert, německý architekt (* 15. března 1900)
- 24. února – Tommy Douglas, premiér kanadské provincie Saskatchewan (* 20. října 1904)
- 27. února – Jacques Plante, kanadský profesionální hokejový brankář (* 17. ledna 1929)
- 28. února – Olof Palme, švédský premiér (* 30. ledna 1927)
- 01. března – Martta Wendelinová, finská ilustrátorka (* 23. listopadu 1893)
- 04. března
  - Richard Manuel, kanadský klávesista, zpěvák (* 3. dubna 1943)
  - Ljudmila Ruděnková, mistryně světa v šachu (* 27. července 1904)
- 06. března – Georgia O'Keeffe, americká malířka (* 15. listopadu 1887)
- 10. března – Ray Milland, velšský herec (* 3. ledna 1907)
- 18. března – Bernard Malamud, americký spisovatel (* 26. dubna 1914)
- 24. března – Michael Černohorský, černohorský korunní princ (* 14. září 1908)
- 26. března – Dezider Hoffman, slovenský fotograf (* 24. května 1918)
- 30. března
  - John Ciardi, americký básník (* 24. června 1916)
  - James Cagney, americký herec (* 17. července 1899)
- 06. dubna – Bill Cook, kanadský profesionální hokejista (* 9. října 1896)
- 07. dubna
  - Leonid Kantorovič, sovětský matematik a ekonom, nositel Nobelovy ceny (* 19. ledna 1912)
  - Rudolf Dilong, slovenský kněz a spisovatel (* 1. srpna 1905)
- 09. dubna – Heinz Conrads, rakouský herec a interpret (* 21. prosince 1913)
- 12. dubna – Valentin Petrovič Katajev, sovětský spisovatel (* 28. ledna 1897)
- 13. dubna
  - Dorothy Ashby, americká harfenistka (* 6. srpna 1932)
  - Jack van Bebber, americký zápasník, olympionik (* 27. července 1907)
- 14. dubna – Simone de Beauvoir, francouzská spisovatelka (* 9. ledna 1908)
- 15. dubna
  - Ťiang Čao-che, čínský malíř (* 9. května 1904)
  - Jean Genet, francouzský básník (* 19. prosince 1910)
- 17. dubna – Marcel Dassault, francouzský letecký průmyslník, konstruktér a politik (* 22. ledna 1892)
- 22. dubna – Mircea Eliade, rumunský historik náboženství a spisovatel (* 9. března 1907)
- 24. dubna – Wallis Simpsonová, manželka britského krále Eduarda VIII. (* 19. června 1890)
- 26. dubna – Broderick Crawford, americký herec (* 9. prosince 1911)
- 29. dubna – Thomas N. Scortia, americký spisovatel (* 29. srpna 1926)
- 02. května – Henry Toivonen, finský jezdec rally (* 25. srpna 1956)
- 04. května – Vladimír Petruška, slovenský herec a divadelní režisér (* 5. června 1923)
- 09. května – Tenzing Norgay, nepálský horolezec (* 29. května 1914)
- 30. května
  - Richard Armstrong, anglický spisovatel (* 18. června 1903)
  - Hank Mobley, americký jazzový saxofonista (* 7. července 1930)
- 31. května – James Rainwater, americký fyzik, nositel Nobelovy ceny (* 9. prosince 1917)
- 02. června – Arthur Hoerée, belgický hudební skladatel (* 16. dubna 1897)
- 03. června – Ján Bystrický, slovenský geolog (* 13. května 1922)
- 12. června – Carlo Vivarelli, švýcarský grafický designér (* 8. května 1919)
- 13. června
  - Dean Reed, americký zpěvák, písničkář, herec, režisér, scenárista a politický aktivista (* 22. září 1938)
  - Benny Goodman, „Král swingu“ (* 30. května 1909)
- 14. června
  - Alan Jay Lerner, americký skladatel a libretista (* 31. srpna 1918)
  - Jorge Luis Borges, argentinský spisovatel (* 24. srpna 1899)
- 16. června – Maurice Duruflé, francouzský varhaník a hudební skladatel (* 11. ledna 1902)
- 19. června
  - Coluche, francouzský herec, komik a humanitární aktivista (* 28. října 1944)
  - Rajmund Galon, polský geograf (* 14. srpna 1906)
- 03. července – Oskár Jeleň, slovenský politik, pověřenec vnitra Slovenska (* 4. září 1904)
- 05. července – Jaroslav Stecko, ukrajinský nacionalistický politik (* 19. ledna 1912)
- 13. července – Brion Gysin, anglický malíř a básník (* 19. ledna 1916)
- 15. července – Ferenc Donáth, maďarský politik, historik zemědělství, publicista (* 5. září 1913)
- 18. července – Stanley Rous, anglický fotbalový rozhodčí, prezident FIFA (* 25. dubna 1895)
- 25. července – Vincente Minnelli, americký filmový a divadelní režisér (* 28. února 1903)
- 29. července – Dan Pagis, izraelský básník (* 16. října 1930)
- 31. července
  - Teddy Wilson, americký jazzový klavírista (* 24. listopadu 1912)
  - Čiune Sugihara, japonský diplomat (* 1. ledna 1900)
- 3. srpna – Beryl Markham, pilotka britského původu a trenérka koní (* 26. října 1902)
- 20. srpna
  - Thad Jones, americký jazzový trumpetista a skladatel (* 28. března 1923)
  - Milton Acorn, kanadský básník a novinář (* 30. března 1923)
- 27. srpna – Peter Mehringer, americký zápasník a hráč amerického fotbalu, olympionik (* 15. července 1910)
- 28. srpna – Russell Lee, americký novinářský fotograf (* 21. července 1903)
- 31. srpna
  - Urho Kaleva Kekkonen, finský prezident (* 3. září 1900)
  - Henry Moore, anglický sochař (* 30. července 1898)
- 10. září – Pepper Adams, americký jazzový saxofonista a skladatel (* 8. října 1930)
- 12. září – Jacques Henri Lartigue, francouzský fotograf a malíř (* 13. června 1894)
- 13. září – Oľga Borodáčová, slovenská herečka (* 16. prosince 1899)
- 21. září – John Kuck, americký olympijský vítěz ve vrhu koulí (* 27. dubna 1905)
- 25. září – Marcel Rüedi, švýcarský horolezec (* 1. listopadu 1938)
- 27. září – Cliff Burton, americký baskytarista (* 10. února 1962)
- 01. října – Barbara Sadowska, polská básnířka a aktivistka protikomunistické opozice (* 24. února 1940)
- 04. října – Arno von Lenski, německý generál (* 20. července 1893)
- 05. října – James Hardy Wilkinson, anglický matematik a informatik (* 27. září 1919)
- 09. října – Harald Reinl, německo-rakouský filmový režisér (* 9. července 1908)
- 11. října – Georges Dumézil, francouzský lingvista a religionista (* 4. března 1898)
- 12. října – Mikuláš Huba, slovenský herec (* 19. října 1919)
- 15. října – Jacqueline Roque, druhá manželka Pabla Picassa (* 24. února 1927)
- 22. října – Albert Szent-Györgyi, maďarský biochemik a fyziolog, nositel Nobelovy ceny (* 16. září 1893)
- 23. října – Edward Adelbert Doisy, americký chemik, nositel Nobelovy ceny (* 13. listopadu 1893)
- 26. října – Jackson Scholz, americký sprinter, dvojnásobný olympijský vítěz (* 15. března 1897)
- 28. října – John Braine, anglický spisovatel (* 13. dubna 1922)
- 31. října – Robert Mulliken americký chemik, nositel Nobelovy ceny (* 7. června 1886)
- 03. listopadu – Eddie Davis, americký jazzový saxofonista (* 2. března 1922)
- 08. listopadu – Vjačeslav Michajlovič Molotov, sovětský ministr zahraničí (* 9. března 1890)
- 11. listopadu – Roger C. Carmel, americký herec (* 27. září 1932)
- 12. listopadu – Fritz G. Winter, německý architekt (* 22. března 1910)
- 14. listopadu – Sven Tito Achen, dánský spisovatel a heraldik (* 29. července 1922)
- 15. listopadu – Alexandre Tansman, polský skladatel a klavírní virtuóz (* 11. června 1897)
- 21. listopadu – Ctibor Filčík, slovenský herec (* 15. srpna 1920)
- 25. listopadu – Gabdulchaj Achatov, sovětský lingvista (* 8. září 1927)
- 29. listopadu
  - Herbert Alexander Rosenfeld, britský psychoanalytik (* 2. července 1910)
  - Cary Grant, americký herec (* 18. ledna 1904)
- 30. listopadu – Eino Leino, finský zápasník, olympijský vítěz (* 7. dubna 1891)
- 08. prosince
  - Anatolij Marčenko, ruský politický vězeň a spisovatel (* 23. ledna 1938)
  - Ernst Biberstein, evangelický pastor, nacistický válečný zločinec (* 15. února 1899)
  - Hollywood Fats, americký bluesový kytarista (* 17. května 1954)
- 21. prosince – Willy Coppens, nejúspěšnější belgický stíhací pilot první světové války (* 6. července 1892)
- 23. prosince – Robert Gordon Wasson, americký spisovatel, bankéř a amatérský biolog (* 22. září 1898)
- 29. prosince
  - Harold Macmillan, britský premiér (* 10. února 1894)
  - Andrej Tarkovskij, ruský režisér (* 4. dubna 1932)
- 30. prosince – Augustín Kubán, slovenský herec (* 4. července 1921)

## Hlavy států
- Československo
  - Gustáv Husák
- Spojené království
  - Alžběta II.
- Dánsko
  - Markéta II.
- Papež
  - Jan Pavel II.
- USA
  - Ronald Reagan
- SSSR
  - Michail Gorbačov
- Spolková republika Německo
  - Helmut Kohl

### Digitální archivy k roku 1986
- Dokumentární cyklus České televize Retro – rok 1986
- Pořad stanice Český rozhlas 6 Rok po roce – rok 1986
- Rudé právo v archivu Ústavu pro českou literaturu – ročník 66 rok 1986